# Franco La Torre
Franco La Torre (Palermo, 25 giugno 1956) è un attivista e ambientalista italiano.
Pacifista e cooperante internazionale, è figlio di Pio La Torre e Giuseppina Zacco. Dal 2002 al dicembre 2015 è stato membro della presidenza di Libera.

## Biografia
Franco La Torre si è laureato in Storia moderna e contemporanea presso l'Università “La Sapienza” di Roma, con una tesi sulla nascita dell'Autonomia Siciliana, ed ha successivamente conseguito un Master in Development Studies, presso la East Anglia University, UK.
Dopo una prima esperienza politica nella Federazione Giovanile Comunista Italiana, dove ha diretto gli studenti di Roma Centro, comincia a lavorare nel settore della comunicazione, nel 1976 come direttore di Radio Blu, poi come funzionario del Dipartimento stampa e propaganda della Direzione del Partito Comunista Italiano.
Come esperto in cooperazione internazionale allo sviluppo, nel 1988 comincia a lavorare in Medio Oriente, Mediterraneo e Africa divenendo nel 1991 coordinatore residente a Gerusalemme dei progetti delle Ong del COCIS (Associazione di Ong italiane). È stato dal 1995 responsabile delle attività europee e mediterranee e quindi direttore di ECOMED l'Agenzia per lo Sviluppo Sostenibile del Mediterraneo della città di Roma, con cui si è impegnato nella cooperazione e nelle relazioni internazionali tra Roma e le città mediterranee. Dal 2002 er conto del Comune di Roma è stato responsabile, di “Roma per la Pace a Gerusalemme”, un'iniziativa per il rilancio del processo di pace in Medio Oriente, divenendo poi responsabile per il Mediterraneo, il Medio Oriente e per le attività inerenti agli Obiettivi di Sviluppo del Millennio presso l'Ufficio Relazioni Internazionali del Gabinetto del Sindaco fino al 2008.
Attualmente è responsabile dell'Ufficio Internal Auditing, supporta il Responsabile Anticorruzione e Trasparenza e dell'ufficio progetti europei di Risorse per Roma SpA.
Sul piano dell'attività antimafia, è stato Presidente della Consulta Antimafie della Provincia di Roma e membro del Comitato scientifico dell'Osservatorio della Legalità della Fillea, del Comitato dei Garanti di SOS Impresa, associazione contro il racket e le estorsioni e della Commissione consultiva permanente di "Avviso Pubblico – Associazione di enti locali e regionali per la formazione civile contro le mafie"
È stato membro dell'Ufficio di Presidenza di Libera fino a dicembre 2015, quando lascia in polemica con i vertici  e Presidente di Flare – Freedom Legality and Rights in Europe, la rete che raccoglie circa 40 organizzazioni impegnate nel contrasto al crimine organizzato.
Si candida alle elezioni regionali in Sicilia del 2017 nella lista del PD, ma non viene eletto.

## Pubblicazioni
- L'antimafia tradita. Zolfo, 2021
- L'oro delle mafie. Il grande affare delle confische, con Domenico Morace ed Elio Veltri, 2020, Roma, Paper First, ISBN 978-88-997-8488-1
- Pio La Torre - Ecco chi sei. San Paolo Editore, 2017
- Sulle ginocchia. Melampo Editore, 2016
- Grazie a Dio è Venerdì – Vent'anni di sguardi tra Gerusalemme e dintorni. Iacobelli Editore, 2009
- Vent'anni tra Gerusalemme e dintorni. CT Issues, Luglio 2009
- Roma per la Pace a Gerusalemme – Un'azione concreta a sostegno del dialogo tra israeliani e palestinesi per il rilancio del processo di pace. asud'europa, Anno 2, N°20, Maggio 2008
- Adolescenti “supereroi” della pace, Ilaria, marzo 2008.
- “Albania: drawing environmental lessons from a crisis”, focus: Balkans, Issue 8, December 2000.
- "Il centro Direzionale Telematico”, in Roma città internazionale. Una capitale per il Mediterraneo, 1999, Maggioli Editore, Roma.
- Contributo a “Prima Comunicazione Nazionale sulla lotta contro la Desertificazione”, 1999, Ministero dell'Ambiente, Roma.
- Contributo a “Lo sviluppo sostenibile – Per un libro verde sullo sviluppo sostenibile”, 1998, ENEA, Roma.
- “Managing Participation and Public Involvement: The Local Agenda 21 of Rome”, in Dayer, C. e Martin Mehers (eds) 1997.
- Municipal Audits and Urban Environmental Planning and Management in the Mediterranean Region, International Academy of the Environment, Geneva, Switzerland, xxv & 65 pp.
- “Impressions and reflections of the City of Rome”, rapporto su La Seconda Conferenza Europea sulle Città Sostenibili, Commissione Europea, DG XI, 1997, Brussels.
- “Agenda 21 and Local Powers in the Mediterranean” IJO Newsletter, vol.8, no 1&2, Spring, 1996.
- La cooperazione non governativa allo sviluppo nei territori occupati palestinesi – Il caso delle ONG del COCIS – 1990/1992, Terra Nuova Forum, Gennaio 1993, Roma.
- Sull'organizzazione di una stazione radio locale, strategia e metodologia, Archivio Storico del Movimento Operaio, Roma, 1984.